# Tú alfagra land mítt
"Tú alfagra land mítt" (Mi Tierra, la más hermosa) es el himno nacional de las Islas Feroe.

## Texto enferoés
"Tú alfagra land mítt"
Tú alfagra land mítt, mín dýrasta ogn!
á vetri so randhvítt, á sumri við logn,
tú tekur meg at tær so tætt í tín favn.
Tit oyggjar so mætar, Guð signi tað navn,
sum menn tykkum góvu, tá teir tykkum sóu.
Ja, Guð signi Føroyar, mítt land!
Hin roðin, sum skínur á sumri í líð,
hin ódnin, sum týnir mangt lív vetrartíð,
og myrkrið, sum fjalir mær bjartasta mál,
og ljósið, sum spælir mær sigur í sál:
alt streingir, ið tóna, sum vága og vóna,
at eg verji Føroyar, mítt land.
Eg nígi tí niður í bøn til tín, Guð:
Hin heilagi friður mær falli í lut!
Lat sál mína tváa sær í tíni dýrd!
So torir hon vága - av Gudi væl skírd -
at bera tað merkið, sum eyðkennir verkið,
ið varðveitir Føroyar, mítt land!

## Traducción en español
"Mi tierra, la más hermosa"
Mi tierra, la más hermosa
mi más preciada posesión,
tranquilas en verano,
nevadas en invierno,
me atraéis a vosotras
me atraéis a vuestro seno,
magníficas islas,
amadas por Dios.
El nombre que los hombres te dieron
cuando te descubrieron,
Feroe, mi tierra, bendita seas.
El brillo del sol, que en verano
torna hermosas las colinas;
El fuerte temporal, que en invierno flagela a los hombres;
oh, tormenta homicida,
oh, conquista del alma,
todas creando dulces melodías,
formando una unión.
Llenas de confianza y esperanza,
inspirándonos a todos
a protegerte, oh, Feroe, mi tierra.
Por tanto, me arrodillo
ante Ti, mi Dios, y te pido
que mis días sean pacíficos
y llenos de gloria;
pido tu bendición
cuando alce mi estandarte
y me lance al peligro;
y que siempre pueda mantenerlo en alto
para defenderte Feroe, mi tierra.